# Museo civico archeologico Monte Rinaldo
Il Museo Civico Archeologico Monte Rinaldo ha sede nella ex chiesa del SS. Crocefisso di Monte Rinaldo dal 2008 ed è parte della Rete Museale dei Sibillini.
Raccoglie alcuni dei reperti provenienti dal santuario ellenistico-romano situato in località La Cuma, portati alla luce nelle campagne di scavo effettuate tra gli anni '50 e '60 del 1900. Altri reperti sono esposti al Museo archeologico nazionale delle Marche ad Ancona.
Il piccolo percorso espositivo è stato organizzato sulla base di una sequenza tipologica e cronologica, per proporre il legame dei pezzi conservati con il luogo di rinvenimento.
I reperti sono testimonianza dell'importanza che il santuario di Monte Rinaldo svolge in un periodo di alleanza tra Roma e le popolazioni dell'area adriatica, i Piceni, e della vita in un luogo di culto extraurbano dell'Italia centrale.

## Collezioni
Fanno parte delle collezioni i rivestimenti in terracotta del santuario, pezzi che svolgevano un fondamentale ruolo estetico e decorativo degli edifici, testimoniato dalle tracce di colori vivaci ancora presenti sui reperti che li denotano come documentazioni di fondamentale importanza.
Le lastre, destinate a proteggere gli architravi, gli spioventi e le testate delle travi, indicano il susseguirsi di differenti fasi di vita della struttura. Le lastre decorate con motivi vegetali a bassorilievo sono datate al II secolo a. C. e sono confrontabili con esemplari diffusi nei santuari di area adriatica, quelle invece decorate ad altorilievo o bassorilievo con decorazioni floreali sono paragonabili a quelle provenienti dall'area centro-italica e sono datate al I secolo a. C. Tra queste ultime spicca la lastra decorata con fiori a campana su cui si posa una colomba, evidente esempio di esecuzione a mano rispetto alle altre, realizzate con uno stampo.
Le antefisse (elementi architettonici della copertura dei tetti) rappresentano figure di Ercole e Potnia Theròn.
Ercole è riconoscibile dalla leontè che gli copre il capo e le spalle, attributo tipico dell'eroe che rappresenta la sua forza.
Potnia Theròn è chiamata anche Signora degli animali, è una divinità femminile ritratta con grandi ali e una lunga veste mentre tiene le zampe di due pantere: iconografia diffusa nel Lazio e in Abruzzo dal III al II secolo a. C.
Un ruolo centrale hanno anche i reperti relativi alle sculture a tutto tondo che decoravano il frontone del tempio. Tra queste sono presenti diverse teste sia maschili che femminili, frammenti di panneggi e di membra di notevole qualità artistica, datati al II secolo a. C. e confrontate con i rilievi dell'altare di Pergamo, uno delle massime espressioni dell'arte ellenistica ora conservati al Pergamonmuseum di Berlino. I modelli sono stati introdotti in Italia centrale tramite la scuola etrusca che li ha adeguati al gusto della popolazione locale.
Molte sono le testimonianze relative al luogo di culto espresse nelle offerte dedicate agli dei per richiedere una guarigione o una protezione per la propria salute. Degne di nota sono alcune ceramiche di differenti epoche come piatti, contenitori e coppe, tra cui una recante un'iscrizione dedicata a Giove che alcuni studiosi pensano sia in connessione con la divinità a cui era dedicato il tempio.
Il culto praticato all'interno del santuario non è ancora noto, anche se i ritrovamenti sarebbero riconducibili ad un culto salutistico.
Nell'ultima parte del percorso museale sono presenti: monete romane di cui una di Cornelius Scipio Asiagenus, una lucerna definita di tipo Esquilino per l'assenza della vernice e la forma cilindrica, fibule in bronzo, tegole con lo stampo di fabbrica sul retro e statuette femminili tipo tanagrina, chiamate così perché riconducibili a modelli prodotti a Tanagra, in Beozia, e caratterizzate dalle piccole dimensioni e numerosi dettagli.

## Chiesa del SS. Crocefisso
La chiesa del SS. Crocefisso è stata edificata nella prima metà del XII secolo e ricostruita nel 1662.
La struttura è in stile romanico e presenta sulla facciata dei grossi blocchi di arenaria molto probabilmente provenienti dall'area archeologica. All'interno sono presenti due altari di stucco in stile barocco e un altare intagliato interamente in legno.